# Lenkunya munda
Lenkunya munda är en plattmaskart som först beskrevs av Fletcher och Hamilton 1888.  Lenkunya munda ingår i släktet Lenkunya och familjen Geoplanidae. Inga underarter finns listade i Catalogue of Life.